# Campionato europeo di pallanuoto 2020 (maschile)
Il campionato europeo di pallanuoto 2020 è stata la 34ª edizione del torneo; si è giocata a Budapest nella Duna Aréna dal 14 al 26 gennaio 2020.

## Formula
Le 16 nazionali sono state divise in quattro gironi da quattro. Le prime classificate di ogni girone accedevano direttamente ai quarti di finali. Le seconde e le terze si affrontavano in play-off per l'accesso ai quarti di finale

## Squadre partecipanti
Sono state ammesse di diritto alla fase finale le seguenti nazionali:
- Ungheria, paese ospitante
- Serbia, vincitrice dell'Europeo 2018
- Spagna, 2ª classificata all'Europeo 2018
- Croazia, 3ª classificata all'Europeo 2018
- Italia, 4ª classificata all'Europeo 2018
- Grecia, 5ª classificata all'Europeo 2018
- Montenegro, 6ª classificata all'Europeo 2018
- Russia, 7ª classificata all'Europeo 2018

Gli altri otto posti disponibili sono stati assegnati tramite le qualificazioni.

- Georgia
- Germania
- Slovacchia
- Francia
- Romania
- Malta
- Turchia
- Paesi Bassi

## Sorteggio
Il sorteggio dei gruppi si è tenuto il 22 ottobre 2019.

### Gruppi
| Gruppo A                               | Gruppo B                          | Gruppo C                      | Gruppo D                      |
| -------------------------------------- | --------------------------------- | ----------------------------- | ----------------------------- |
| Croazia Germania Montenegro Slovacchia | Paesi Bassi Romania Russia Serbia | Ungheria Malta Spagna Turchia | Francia Georgia Grecia Italia |

## Fase preliminare

### Gruppo A
| Pos. | Squadra    | Pt | G | V | N | P | GF | GS | DR  |
| ---- | ---------- | -- | - | - | - | - | -- | -- | --- |
| 1.   | Croazia    | 9  | 3 | 3 | 0 | 0 | 44 | 23 | +21 |
| 2.   | Montenegro | 6  | 3 | 2 | 0 | 1 | 35 | 18 | +17 |
| 3.   | Germania   | 3  | 3 | 1 | 0 | 2 | 20 | 32 | -12 |
| 4.   | Slovacchia | 0  | 3 | 0 | 0 | 3 | 13 | 39 | -26 |

| Data     | Ora   | Gara       | Gara  | Gara       |
| -------- | ----- | ---------- | ----- | ---------- |
| 14-01-20 | 11:30 | Slovacchia | 4-15  | Montenegro |
| 14-01-20 | 14:30 | Germania   | 9-17  | Croazia    |
| 16-01-20 | 10:00 | Germania   | 8-5   | Slovacchia |
| 16-01-20 | 20:30 | Montenegro | 10-11 | Croazia    |
| 18-01-20 | 16:00 | Slovacchia | 4-16  | Croazia    |
| 18-01-20 | 17:30 | Germania   | 3-10  | Montenegro |

### Gruppo B
| Pos. | Squadra     | Pt | G | V | N | P | GF | GS | DR  |
| ---- | ----------- | -- | - | - | - | - | -- | -- | --- |
| 1.   | Serbia      | 9  | 3 | 3 | 0 | 0 | 39 | 20 | +19 |
| 2.   | Russia      | 3  | 3 | 1 | 0 | 2 | 34 | 33 | +1  |
| 3.   | Romania     | 3  | 3 | 1 | 0 | 2 | 26 | 34 | -8  |
| 4.   | Paesi Bassi | 3  | 3 | 1 | 0 | 2 | 22 | 34 | -12 |

| Data     | Ora   | Gara    | Gara  | Gara        |
| -------- | ----- | ------- | ----- | ----------- |
| 14-01-20 | 10:00 | Romania | 8-9   | Paesi Bassi |
| 14-01-20 | 17:30 | Serbia  | 13-9  | Russia      |
| 16-01-20 | 13:00 | Romania | 7-15  | Serbia      |
| 16-01-20 | 14:30 | Russia  | 15-9  | Paesi Bassi |
| 18-01-20 | 11:30 | Romania | 11-10 | Russia      |
| 18-01-20 | 20:30 | Serbia  | 11-4  | Paesi Bassi |

### Gruppo C
| Pos. | Squadra  | Pt | G | V | N | P | GF | GS | DR  |
| ---- | -------- | -- | - | - | - | - | -- | -- | --- |
| 1.   | Ungheria | 7  | 3 | 2 | 1 | 0 | 56 | 16 | +40 |
| 2.   | Spagna   | 7  | 3 | 2 | 1 | 0 | 58 | 25 | +33 |
| 3.   | Turchia  | 3  | 3 | 1 | 0 | 2 | 25 | 53 | -28 |
| 4.   | Malta    | 0  | 3 | 0 | 0 | 3 | 17 | 62 | -45 |

| Data     | Ora   | Gara     | Gara  | Gara     |
| -------- | ----- | -------- | ----- | -------- |
| 14-01-20 | 13:00 | Malta    | 7-23  | Spagna   |
| 14-01-20 | 19:00 | Turchia  | 5-19  | Ungheria |
| 16-01-20 | 11:30 | Malta    | 10-13 | Turchia  |
| 16-01-20 | 19:00 | Ungheria | 11-11 | Spagna   |
| 18-01-20 | 10:00 | Turchia  | 7-24  | Spagna   |
| 18-01-20 | 19:00 | Malta    | 0-26  | Ungheria |

### Gruppo D
| Pos. | Squadra | Pt | G | V | N | P | GF | GS | DR  |
| ---- | ------- | -- | - | - | - | - | -- | -- | --- |
| 1.   | Italia  | 9  | 3 | 3 | 0 | 0 | 38 | 19 | +19 |
| 2.   | Grecia  | 6  | 3 | 2 | 0 | 1 | 35 | 30 | +5  |
| 3.   | Georgia | 3  | 3 | 1 | 0 | 2 | 25 | 42 | -17 |
| 4.   | Francia | 0  | 3 | 0 | 0 | 3 | 24 | 31 | -7  |

| Data     | Ora   | Gara    | Gara  | Gara    |
| -------- | ----- | ------- | ----- | ------- |
| 14-01-20 | 16:00 | Francia | 7-9   | Georgia |
| 14-01-20 | 20:30 | Italia  | 10-6  | Grecia  |
| 16-01-20 | 16:00 | Grecia  | 17-10 | Georgia |
| 16-01-20 | 17:30 | Francia | 7-10  | Italia  |
| 18-01-20 | 13:00 | Francia | 10-12 | Grecia  |
| 18-01-20 | 14:30 | Italia  | 18-6  | Georgia |

## Fase finale
| Playoff                      | Playoff                      |                              |                              | Quarti di finale             | Quarti di finale             |  |            | Semifinali                   | Semifinali                   |                              |                              | Finale                       | Finale                       |
|                              |                              |                              |                              |                              |                              |  |            |                              |                              |                              |                              |                              |                              |
|                              |                              |                              |                              | 1D Italia                    | 8                            |  |            |                              |                              |                              |                              |                              |                              |
| 2A Montenegro                | 17                           |                              |                              | 2A Montenegro                | 10                           |  |            |                              |                              |                              |                              |                              |                              |
| 3C Turchia                   | 6                            |                              |                              |                              |                              |  | Montenegro | 8                            |                              |                              |                              |                              |                              |
| 2B Russia                    | 14                           |                              |                              |                              |                              |  | Ungheria   | 10                           |                              |                              |                              |                              |                              |
| 3D Georgia                   | 13                           |                              |                              | 2B Russia                    | 10                           |  |            |                              |                              |                              |                              |                              |                              |
|                              |                              |                              |                              | 1C Ungheria                  | 14                           |  |            |                              |                              |                              |                              |                              |                              |
|                              |                              |                              |                              |                              |                              |  |            |                              |                              |                              | Ungheria (rig.)              | 14                           |                              |
|                              |                              |                              |                              |                              |                              |  |            |                              |                              |                              | Spagna                       | 13                           |                              |
|                              |                              |                              |                              | 1B Serbia                    | 9                            |  |            |                              |                              |                              |                              |                              |                              |
| 3A Germania                  | 6                            |                              |                              | 2C Spagna (rig.)             | 10                           |  |            |                              |                              |                              |                              |                              |                              |
| 2C Spagna                    | 12                           |                              |                              |                              |                              |  | Spagna     | 9                            |                              |                              |                              |                              |                              |
| 3B Romania                   | 7                            |                              |                              |                              |                              |  | Croazia    | 8                            |                              |                              | Finale per il 3º posto       | Finale per il 3º posto       |                              |
| 2D Grecia                    | 14                           |                              |                              | 2D Grecia                    | 11                           |  |            |                              |                              |                              | Montenegro                   | 10                           |                              |
|                              |                              |                              |                              | 1A Croazia                   | 14                           |  |            |                              |                              |                              |                              | Croazia                      | 9                            |
|                              |                              |                              |                              |                              |                              |  |            |                              |                              |                              |                              |                              |                              |
| Incontri dal 9º al 12º posto | Incontri dal 9º al 12º posto | Incontri dal 9º al 12º posto | Incontri dal 9º al 12º posto | Incontri dal 9º al 12º posto | Incontri dal 9º al 12º posto |  |            | Incontri dal 5º all'8º posto | Incontri dal 5º all'8º posto | Incontri dal 5º all'8º posto | Incontri dal 5º all'8º posto | Incontri dal 5º all'8º posto | Incontri dal 5º all'8º posto |
|                              |                              |                              |                              |                              |                              |  |            |                              |                              |                              |                              |                              |                              |
| Turchia                      | 6                            |                              |                              | Georgia                      | 8                            |  |            | Italia                       | 14                           |                              |                              | Italia                       | 7                            |
| Georgia                      | 12                           |                              |                              | Germania                     | 9                            |  |            | Russia                       | 12                           |                              |                              | Serbia                       | 8                            |
|                              |                              |                              |                              |                              |                              |  |            |                              |                              |                              |                              |                              |                              |
| Germania                     | 15                           |                              | Turchia                      | 3                            |                              |  | Serbia     | 12                           |                              | Russia                       | 9                            |                              |                              |
| Romania                      | 10                           |                              |                              | Romania                      | 20                           |  |            | Grecia                       | 9                            |                              |                              | Grecia                       | 11                           |

|  | 13º-16º posto  | 13º-16º posto  | 13º-16º posto |         |            | Incontro per il tredicesimo posto  | Incontro per il tredicesimo posto  | Incontro per il tredicesimo posto  |  |
|  |                |                |               |         |            |                                    |                                    |                                    |  |
|  | 4A Slovacchia  | 4A Slovacchia  | 8             |         |            |                                    |                                    |                                    |  |
|  | 4A Slovacchia  | 4A Slovacchia  | 8             |         |            |                                    |                                    |                                    |  |
|  | 4C Malta       | 4C Malta       | 4             |         |            |                                    |                                    |                                    |  |
|  | 4C Malta       | 4C Malta       | 4             |         | Slovacchia | Slovacchia                         | 6                                  |                                    |  |
|  |                |                |               |         | Slovacchia | Slovacchia                         | 6                                  |                                    |  |
|  |                |                | Francia       | Francia | 9          |                                    |                                    |                                    |  |
|  | 4B Paesi Bassi | 4B Paesi Bassi | Francia       | Francia | 9          | 8                                  |                                    |                                    |  |
|  | 4B Paesi Bassi | 4B Paesi Bassi |               |         |            | 8                                  |                                    |                                    |  |
|  | 4D Francia     | 4D Francia     | 9             |         |            | Incontro per il quindicesimo posto | Incontro per il quindicesimo posto | Incontro per il quindicesimo posto |  |
|  | 4D Francia     | 4D Francia     | 9             |         |            |                                    |                                    |                                    |  |
|  |                |                |               |         |            |                                    |                                    |                                    |  |
|  |                |                |               |         |            | Malta                              | Malta                              | 9                                  |  |
|  |                |                |               |         |            | Malta                              | Malta                              | 9                                  |  |
|  |                |                |               |         |            | Paesi Bassi                        | Paesi Bassi                        | 19                                 |  |

## Classifica finale
| Pos. | Squadra     |
| ---- | ----------- |
|      | Ungheria    |
|      | Spagna      |
|      | Montenegro  |
| 4    | Croazia     |
| 5    | Serbia      |
| 6    | Italia      |
| 7    | Grecia      |
| 8    | Russia      |
| 9    | Germania    |
| 10   | Georgia     |
| 11   | Romania     |
| 12   | Turchia     |
| 13   | Francia     |
| 14   | Slovacchia  |
| 15   | Paesi Bassi |
| 16   | Malta       |